# Брідки (потік)
Брідки (пол. Brodki) — потік в Україні у Львівському районі Львівської області та  Калуському районі Івано-Франківської області. Лівий доплив річки Гнилої Липи (басейн Дністра).

## Опис
Довжина потоку близько 7,19 км, найкоротша відстань між витоком і гирлом — 6,28  км, коефіцієнт звивистості річки — 1,44 . Формується багатьма струмками.

## Розташування
Бере початок на південно-західних схилах безіменної гори (420,0 м) у листяному лісі. Тече переважно на південний захід через урочище Дусанівський Ліс та село Кліщівна і впадає у річку Гнилу Липу, ліву притоку річки Дністра.

## Цікаві факти
- Біля гирла потоку на західній стороні на відстані приблизно 280 м пролягає автошлях Т 1417[2] (автомобільний шлях територіального значення у Львівській та Івано-Франківській областях. Проходить територією Львівського району Львівської області та  Калуському районі Івано-Франківської області, через Куровичі — Перемишляни — Рогатин).